# Chlorortha
Chlorortha là một chi bướm đêm thuộc họ Tortricidae.

## Các loài
- Chlorortha chloromonas Razowski, 1984